# Царская невеста (фильм-опера)
«Царская невеста» (латыш. Cara līgava) — музыкальный, исторический фильм по одноимённой опере Николая Римского-Корсакова, сюжет которой заимствован из «Истории Государства Российского» Карамзина. Съёмки фильма проходили в 1964 году в городе Суздале.

## Сюжет
Либретто по одноимённой исторической драме Льва Мея. События происходят в 1572 году в Александровской слободе, где жил тогда Иван Грозный. Судьбе его жены Марфы Собакиной и посвящена опера.

Международный постер

## В ролях
- Раиса Недашковская — Марфа
- Наталья Рудная — Любаша
- Отар Коберидзе — Григорий Грязной
- Георгий Шевцов — Малюта Скуратов
- Владимир Зельдин — Бомелий
- Николай Тимофеев — Собакин
- Виктор Нужный — Иван Лыков
- Марина Мальцева — Дуняша
- Пётр Глебов — Иван Грозный
- Тамара Логинова — Сабурова

## Вокал
- Галина Олейниченко — Марфа
- Лариса Авдеева — Любаша
- Евгений Кибкало — Григорий Грязной
- Алексей Гелева — Малюта Скуратов
- Павел Чекин — Бомелий
- Александр Ведерников — Собакин
- Евгений Райков — Иван Лыков
- Валентина Клепацкая — Дуняша

## Съёмочная группа
- Режиссёр: Владимир Гориккер
- Сценаристы: Андрей Донатов, Владимир Гориккер
- Композитор: музыка Николая Андреевича Римского-Корсакова, в записи принимал участие оркестр и хор Большого театра (дирижёр Евгений Светланов)
- Оператор: Вадим Масс
- Художники: Гунарс Балодис, Виктор Шильдкнехт